# Mīān Poshteh
Mīān Poshteh (persiska: میان پشته) är en ort i Iran.   Den ligger i provinsen Gilan, i den norra delen av landet, 190 km nordväst om huvudstaden Teheran. Antalet invånare är 245.
Terrängen runt Mīān Poshteh är platt.  Närmaste större samhälle är Rūdsar, 3,1 km sydost om Mīān Poshteh. 